# رودريغو لاسيردا راموس
رودريغو لاسيردا راموس (بالبرتغالية: Rodrigo Lacerda Ramos‏) (6 أكتوبر 1980 في ساو برناردو دو كامبو في البرازيل – )؛ هو لاعب كرة قدم سابق كان يلعب كلاعب وسط.

## وصلات خارجية
- رودريغو لاسيردا راموس على موقع رابطة كرة القدم اليابانية للمحترفين (اليابانية)
- رودريغو لاسيردا راموس على موقع رابطة كرة القدم الفرنسية للمحترفين (الإنجليزية)
- رودريغو لاسيردا راموس على موقع قاعدة بيانات كرة القدم.إي يو (الإنجليزية)
- رودريغو لاسيردا راموس على موقع Soccerway.com (الإنجليزية)
- رودريغو لاسيردا راموس على موقع عالم كرة القدم.نت (الإنجليزية)